# Бромфеноловый синий
Бромфеноловый синий (3',3",5',5"-тетрабромофенолсульфонфталеин, БФС, альбутест[3]) натуральный краситель, также применяемый в лабораторной практике как pH-индикатор и маркёр при проведении электрофореза. 

## Индикатор
Может применяться в диапазоне pH от 3.0 до 4.6. При pH ниже 3.0 раствор имеет жёлтый цвет, выше 4.6 -- пурпурный.

## Маркёр
БФС удобно использовать в качестве свидетеля, т.е. для визуализации образцов. При нейтральных и слабощелочных значениях pH молекулы БФС заряжены отрицательно (pK~3.6), а сам раствор БФС яркого фиолетового цвета. Соответственно, при проведении электрофореза БФС перемещается от катода (-) к аноду (+), то есть в том же направлении, что и нуклеиновые кислоты (ДНК или РНК). То же самое происходит при электрофорезе белка, если используется метод Лэммли (Laemmli). При проведении электрофореза ДНК (РНК) подвижность БФС зависит от того, какой концентрации используют гель.  Например, в 1% агарозном геле БФС мигрирует примерно также, как и фрагмент ДНК размером 300 н.п., а в 2% агарозе - как 150 н.п. фрагмент.
Маточный раствор БФС для проведения электрофореза ДНК в агарозном геле (6x*) можно приготовить по следующей прописи:
сахароза - 4 г. (или глицерин 2,5 мл)
БФС - 25 мг.
TRIS-acetate-EDTA (50x) - 200 мкл.
вода до 10 мл.
- Соответственно, на каждые 5 мкл образца берут 1 мкл маточного раствора БФС (1:5).